# Phèn

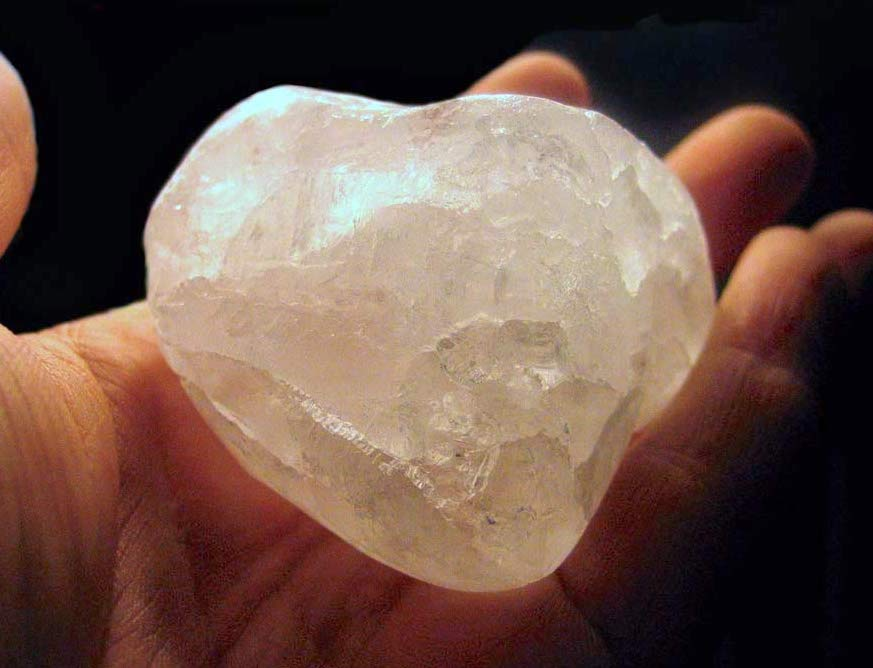
Phèn

Phèn hay alum /ˈæləm/ là một hợp chất hóa học, cụ thể là kali sulfat nhôm ngậm nước (kali alum hay còn gọi là phèn chua) với công thức hóa học là KAl(SO
4)2·12H
2O. Mở rộng khái niệm, phèn là muối sulfat kép, có công thức tổng quát AM(SO
4)
2·12H
2O với A là một cation hóa trị I, chẳng hạn như kali hay amoni (NH4+), và M là một kim loại hóa trị III, như nhôm hay crom (III).